# Leksykon 1974–2005
Leksykon 1974–2005 – dwudziestopłytowe wydawnictwo zespołu rockowego Budka Suflera, wydane w formie ilustrowanych książeczek. Wbrew tytułowi nie zawiera żadnych informacji leksykalnych. Ukazywało się co tydzień od 30 listopada 2005 w ramach cyklu „Kolekcja Radia Złote Przeboje”, z początku jako dodatek do dziennika Nowy Dzień, a od lutego 2006 samodzielnie.
Wydawnictwo stanowi przekrój trzydziestoletniej działalności zespołu. Oprócz utworów znanych z innych płyt zawiera materiał premierowy, wcześniej niepublikowany, jak również wersje ze zmienionym wokalem lub aranżacją. Pierwsza płyta z serii – Było, zapowiadana na okładce wydanej w 2004 roku płyty Jest, to przearanżowane wersje starych nagrań grupy zaśpiewane przez Krzysztofa Cugowskiego. Części ósma i dziewiąta, Live at Carnegie Hall, to powtórzenie wydanego przez wytwórnię New Abra albumu pod tym samym tytułem, jednak z utworami umieszczonymi w innej kolejności i z pominięciem dwóch („Sen o dolinie” i „Noc komety”). Część 10 to reedycja płyty Akustycznie, nagranej podczas akustycznego koncertu, który odbył się w październiku 1998 roku w studio telewizji krakowskiej w Łęgu.
Pierwszych siedem nagrań części 17, noszącej tytuł Gest Kozakiewicza, pokrywa się z zawartością wydanej przez Pronit w 1979 roku płyty Na brzegu światła, stanowiącej jedną z trzech części zleconego do opracowania Budce Suflera, Breakoutowi i Skaldom Tryptyku Olimpijskiego. Płyty wchodzące w jego skład nagrywano z okazji odbywających się w 1980 roku w Moskwie Letnich Igrzysk Olimpijskich. Było to jedyne wydawnictwo w całej historii grupy, w którym muzyka pisana była do gotowych, propagandowych tekstów.

## Lista płyt
1. Było
2. Piąty bieg
3. Cisza jak ta...
4. Złote przeboje słuchaczy radia Złote Przeboje
5. Giganci tańczą – urodzeni w PRL
6. Cały mój zgiełk
7. Czas wielkiej wody
8. Live at Carnagie Hall cz. I
9. Live at Carnagie Hall cz. II
10. Bez prądu (1998)
11. Nie wierz nigdy kobiecie
12. Karaoke słuchaczy radia Złote przeboje
13. Dmuchawce, latawce, wiatr...
14. Dziewczyna o perłowych włosach
15. Sen o dolinie
16. Młode lwy – rock
17. Gest Kozakiewicza
18. Takie tango
19. Opole 2004
20. Gratka na pożegnanie

## Zawartość
| Piosenka                                                                | Płyta                                        |
| ----------------------------------------------------------------------- | -------------------------------------------- |
| A Whiter Shade of Pale 5:12                                             | Opole 2004 DVD (leksykon 19)                 |
| Archipelag 5:22                                                         | Czas wielkiej wody (leksykon 7)              |
| Bal wszystkich świętych (karaoke) 4:26                                  | Karaoke słuchaczy (leksykon 12)              |
| Bal wszystkich świętych 4:25                                            | Opole 2004 DVD (leksykon 19)                 |
| Bal wszystkich świętych 4:28                                            | Złote przeboje słuchaczy (leksykon 4)        |
| Bałagan na strychu 3:54                                                 | Sen o dolinie (leksykon 15)                  |
| Ballada o zaufaniu 3:59                                                 | Sen o dolinie (leksykon 15)                  |
| Ballada populistyczna 3:50                                              | Giganci tańczą – urodzeni w PRL (leksykon 5) |
| Bez aplauzu 4:04                                                        | Gratka na pożegnanie (leksykon 20)           |
| Biały demon 3:03                                                        | Sen o dolinie (leksykon 15)                  |
| Biały demon 2:52                                                        | Było (leksykon 1)                            |
| Biały demon 3:05                                                        | Młode lwy – Rock (leksykon 16)               |
| Błękitna arka 5:47                                                      | Cisza jak ta (leksykon 3)                    |
| Blues George’a Maxwella 4:33                                            | Sen o dolinie (leksykon 15)                  |
| Bóg się rodzi 4:28                                                      | Złote przeboje słuchaczy (leksykon 4)        |
| Bracia patrzcie jeno 3:47                                               | Złote przeboje słuchaczy (leksykon 4)        |
| Breathing You 4:41                                                      | Opole 2004 DVD (leksykon 19)                 |
| Cały mój zgiełk (live) 5:28                                             | Live at Carnegie Hall part two (leksykon 9)  |
| Cały mój zgiełk 3:56                                                    | Było (leksykon 1)                            |
| Cały mój zgiełk 5:12                                                    | Cały mój zgiełk (leksykon 6)                 |
| Can You Feel It Now 5:17                                                | Dziewczyna o perłowych włosach (leksykon 14) |
| Casi Un Tango 4:37                                                      | Dziewczyna o perłowych włosach (leksykon 14) |
| Chodź 3:16                                                              | Było (leksykon 1)                            |
| Chodź 5:13                                                              | Nie wierz nigdy kobiecie (leksykon 11)       |
| Cicha noc 3:50                                                          | Złote przeboje słuchaczy (leksykon 4)        |
| Cień wielkiej góry (karaoke) 5:56                                       | Karaoke słuchaczy (leksykon 12)              |
| Cień wielkiej góry (live) 6:15                                          | Live at Carnegie Hall part two (leksykon 9)  |
| Cień wielkiej góry 6:21                                                 | Opole 2004 DVD (leksykon 19)                 |
| Cień wielkiej góry 6:22                                                 | Cały mój zgiełk (leksykon 6)                 |
| Cień wielkiej góry 6:25                                                 | Złote przeboje słuchaczy (leksykon 4)        |
| Cisza jak ta (live) 5:49                                                | Bez prądu (leksykon 10)                      |
| Cisza jak ta (live) 5:28                                                | Live at Carnegie Hall part one (leksykon 8)  |
| Cisza jak ta 5:33                                                       | Cisza jak ta (leksykon 3)                    |
| Cisza jak ta 5:33                                                       | Złote przeboje słuchaczy (leksykon 4)        |
| Cybermania 4:47                                                         | Gratka na pożegnanie (leksykon 20)           |
| Czas czekania, czas olśnienia 9:38                                      | Giganci tańczą – urodzeni w PRL (leksykon 5) |
| Czas ołowiu (live) 5:30                                                 | Live at Carnegie Hall part one (leksykon 8)  |
| Czas wielkiej wody 6:09                                                 | Czas wielkiej wody (leksykon 7)              |
| Czas, który płynie w nas 3:56                                           | Cisza jak ta (leksykon 3)                    |
| Człowiek jest ziarnem 6:04                                              | Gest Kozakiewicza (leksykon 17)              |
| Czy ty siebie znasz 5:23                                                | Czas wielkiej wody (leksykon 7)              |
| Dancing With Ghosts 4:37                                                | Opole 2004 DVD (leksykon 19)                 |
| Die Blaue Taube 3:39                                                    | Dziewczyna o perłowych włosach (leksykon 14) |
| Dmuchawce, latawce, wiatr 3:30                                          | Opole 2004 DVD (leksykon 19)                 |
| Dmuchawce, latawce, wiatr 5:31                                          | Dmuchawce, latawce, wiatr (leksykon 13)      |
| Doganiaj 4:02                                                           | Piąty bieg (leksykon 2)                      |
| Dokąd biegniesz 4:30                                                    | Gest Kozakiewicza (leksykon 17)              |
| Dwudziesty wiek 5:21                                                    | Czas wielkiej wody (leksykon 7)              |
| Dzień Robinsona 4:48                                                    | Piąty bieg (leksykon 2)                      |
| Fatamorgana 3:43                                                        | Dmuchawce, latawce, wiatr (leksykon 13)      |
| Fraszka dla Staszka 2:59                                                | Cisza jak ta (leksykon 3)                    |
| Gdzie jest ta krew (live) 4:36                                          | Live at Carnegie Hall part two (leksykon 9)  |
| Gdzie jest ta krew 4:54                                                 | Piąty bieg (leksykon 2)                      |
| Geniusz blues (live) 5:14                                               | Live at Carnegie Hall part one (leksykon 8)  |
| Geniusz blues 5:27                                                      | Piąty bieg (leksykon 2)                      |
| Geniusz Blues 5:31                                                      | Młode lwy – Rock (leksykon 16)               |
| Georgia on my mind 4:56                                                 | Opole 2004 DVD (leksykon 19)                 |
| Giganci tańczą 3:31                                                     | Było (leksykon 1)                            |
| Giganci tańczą 5:11                                                     | Giganci tańczą – urodzeni w PRL (leksykon 5) |
| Głodny (live) 5:47                                                      | Live at Carnegie Hall part one (leksykon 8)  |
| Głodny 5:18                                                             | Młode lwy – Rock (leksykon 16)               |
| Going Down 4:12                                                         | Dziewczyna o perłowych włosach (leksykon 14) |
| Grand Canyon 5:01                                                       | Gest Kozakiewicza (leksykon 17)              |
| Gratuluję ci 5:39                                                       | Nie wierz nigdy kobiecie (leksykon 11)       |
| Herrliche Berge 6:09                                                    | Dziewczyna o perłowych włosach (leksykon 14) |
| I tylko gwiazda – blask jej znikomy (live) 3:25                         | Bez prądu (leksykon 10)                      |
| I tylko gwiazda – blask jej znikomy 3:24                                | Było (leksykon 1)                            |
| I tylko gwiazda – blask jej znikomy 3:31                                | Cisza jak ta (leksykon 3)                    |
| Ich Bin Neu Geboren 5:17                                                | Dziewczyna o perłowych włosach (leksykon 14) |
| Intro – pieśń niepokorna (live) 1:08                                    | Bez prądu (leksykon 10)                      |
| Intro 1:07                                                              | Było (leksykon 1)                            |
| Jeden raz (karaoke) 4:19                                                | Karaoke słuchaczy (leksykon 12)              |
| Jeden raz (live) 4:03                                                   | Live at Carnegie Hall part one (leksykon 8)  |
| Jeden raz 4:15                                                          | Nie wierz nigdy kobiecie (leksykon 11)       |
| Jeden raz 4:16                                                          | Złote przeboje słuchaczy (leksykon 4)        |
| Jednego serca 4:50                                                      | Opole 2004 DVD (leksykon 19)                 |
| Jest taki samotny dom (live) 3:49                                       | Bez prądu (leksykon 10)                      |
| Jest taki samotny dom (live) 6:29                                       | Live at Carnegie Hall part one (leksykon 8)  |
| Jestem stąd 4:12                                                        | Giganci tańczą – urodzeni w PRL (leksykon 5) |
| Jestem twoim grzechem 5:55                                              | Dmuchawce, latawce, wiatr (leksykon 13)      |
| Jesteś wszystkim na cały rok 5:06                                       | Młode lwy – Rock (leksykon 16)               |
| Jolka, Jolka pamiętasz (karaoke) 6:38                                   | Karaoke słuchaczy (leksykon 12)              |
| Jolka, Jolka pamiętasz (Mariusz Bielecki, Magdalena Dworznikowska) 6:13 | Gratka na pożegnanie (leksykon 20)           |
| Jolka, Jolka pamiętasz 6:25                                             | Opole 2004 DVD (leksykon 19)                 |
| Jolka, Jolka pamiętasz 6:34                                             | Nie wierz nigdy kobiecie (leksykon 11)       |
| Jolka, Jolka pamiętasz 6:34                                             | Złote przeboje słuchaczy (leksykon 4)        |
| Jolka, Jolka pamiętasz (live) 6:22                                      | Live at Carnegie Hall part two (leksykon 9)  |
| Każdy ma swoja tajemnice 3:36                                           | Takie tango (leksykon 18)                    |
| Kiedy rozum śpi 5:06                                                    | Cały mój zgiełk (leksykon 6)                 |
| Klaustrofobia 5:01                                                      | Gest Kozakiewicza (leksykon 17)              |
| Kolęda rozterek 4:58                                                    | Było (leksykon 1)                            |
| Kolęda rozterek 6:42                                                    | Giganci tańczą – urodzeni w PRL (leksykon 5) |
| Kolor ziemi 4:48                                                        | Gest Kozakiewicza (leksykon 17)              |
| Komentarz do pewnej legendy 5:27                                        | Giganci tańczą – urodzeni w PRL (leksykon 5) |
| Konie już czekają 6:44                                                  | Cisza jak ta (leksykon 3)                    |
| Krajobraz po rewolucji 4:53                                             | Gratka na pożegnanie (leksykon 20)           |
| Kto zrobił mi ten żart 4:28                                             | Giganci tańczą – urodzeni w PRL (leksykon 5) |
| Kwadratura koła 4:36                                                    | Gest Kozakiewicza (leksykon 17)              |
| La Mancha Taxi Driver 4:53                                              | Dziewczyna o perłowych włosach (leksykon 14) |
| Lepiej bądź na tak 4:14                                                 | Czas wielkiej wody (leksykon 7)              |
| Lifeline 6:36                                                           | Dziewczyna o perłowych włosach (leksykon 14) |
| Lot nad bocianim gniazdem 4:22                                          | Giganci tańczą – urodzeni w PRL (leksykon 5) |
| Lubię ten stary obraz 8:02                                              | Sen o dolinie (leksykon 15)                  |
| Lubię ten stary obraz 6:35                                              | Było (leksykon 1)                            |
| Lulajże Jezuniu 4:44                                                    | Złote przeboje słuchaczy (leksykon 4)        |
| Luz blues 4:29                                                          | Dmuchawce, latawce, wiatr (leksykon 13)      |
| Malinowy król 5:06                                                      | Dmuchawce, latawce, wiatr (leksykon 13)      |
| Martwe morze (live) 4:28                                                | Bez prądu (leksykon 10)                      |
| Martwe morze (live) 4:28                                                | Live at Carnegie Hall part two (leksykon 9)  |
| Memu miastu na do widzenia 3:28                                         | Sen o dolinie (leksykon 15)                  |
| Memu miastu na do widzenia (live) 3:23                                  | Bez prądu (leksykon 10)                      |
| Memu miastu na do widzenia 2:58                                         | Opole 2004 DVD (leksykon 19)                 |
| Memu miastu na do widzenia 3:02                                         | Giganci tańczą – urodzeni w PRL (leksykon 5) |
| Memu miastu na do widzenia 3:02                                         | Młode lwy – Rock (leksykon 16)               |
| Memu miastu na do widzenia (live) 3:35                                  | Live at Carnegie Hall part one (leksykon 8)  |
| Miasto się budzi 4:35                                                   | Gratka na pożegnanie (leksykon 20)           |
| Miejsce na miłość 4:19                                                  | Młode lwy – Rock (leksykon 16)               |
| Miracle of This Night 8:19                                              | Dziewczyna o perłowych włosach (leksykon 14) |
| Młode lwy (karaoke) 6:08                                                | Karaoke słuchaczy (leksykon 12)              |
| Młode lwy (live) 5:47                                                   | Live at Carnegie Hall part one (leksykon 8)  |
| Młode lwy (Marcin Maliszewski – śpiew) 6:08                             | Gratka na pożegnanie (leksykon 20)           |
| Młode lwy 6:14                                                          | Młode lwy – Rock (leksykon 16)               |
| Mnie to nie dotyczy 4:10                                                | Piąty bieg (leksykon 2)                      |
| Moja Alabama 5:01                                                       | Gratka na pożegnanie (leksykon 20)           |
| Mokre oczy 5:14                                                         | Takie tango (leksykon 18)                    |
| Motyw z Jasnorzewskiej 4:51                                             | Czas wielkiej wody (leksykon 7)              |
| Na brzegu światła 4:58                                                  | Gest Kozakiewicza (leksykon 17)              |
| Na czas igrzysk 5:41                                                    | Gest Kozakiewicza (leksykon 17)              |
| Nad brzegiem tęczy (karaoke) 5:04                                       | Karaoke słuchaczy (leksykon 12)              |
| Nad brzegiem tęczy 5:09                                                 | Takie tango (leksykon 18)                    |
| Najdłuższa droga 10:51                                                  | Sen o dolinie (leksykon 15)                  |
| Nawiedzony dom 4:27                                                     | Gratka na pożegnanie (leksykon 20)           |
| Nic nie boli tak jak życie 4:32                                         | Było (leksykon 1)                            |
| Nic nie boli tak jak życie 5:09                                         | Cały mój zgiełk (leksykon 6)                 |
| Nic nie może przecież wiecznie trwać 4:20                               | Opole 2004 DVD (leksykon 19)                 |
| Nic nie może wiecznie trwać 3:47                                        | Dmuchawce, latawce, wiatr (leksykon 13)      |
| Nic za nic 4:26                                                         | Dmuchawce, latawce, wiatr (leksykon 13)      |
| Nie ma słów 5:14                                                        | Gest Kozakiewicza (leksykon 17)              |
| Nie taki znów wolny 5:14                                                | Takie tango (leksykon 18)                    |
| Nie umiesz kochać 5:18                                                  | Nie wierz nigdy kobiecie (leksykon 11)       |
| Nie wierz nigdy kobiecie (live) 5:11                                    | Live at Carnegie Hall part two (leksykon 9)  |
| Nie wierz nigdy kobiecie 4:58                                           | Nie wierz nigdy kobiecie (leksykon 11)       |
| Niewidziani 4:41                                                        | Takie tango (leksykon 18)                    |
| No i gra 3:45                                                           | Piąty bieg (leksykon 2)                      |
| Noc (live) 4:50                                                         | Bez prądu (leksykon 10)                      |
| Noc 4:27                                                                | Było (leksykon 1)                            |
| Noc nad Norwidem (live) 7:24                                            | Bez prądu (leksykon 10)                      |
| Noc nad Norwidem 7:15                                                   | Cisza jak ta (leksykon 3)                    |
| Nowa Wieża Babel (live) 4:30                                            | Bez prądu (leksykon 10)                      |
| Nowa Wieża Babel 4:23                                                   | Było (leksykon 1)                            |
| Nowa Wieża Babel 4:24                                                   | Cały mój zgiełk (leksykon 6)                 |
| Odpowiedz ziemio 4:46                                                   | Gest Kozakiewicza (leksykon 17)              |
| Ona przyszła prosto z chmur 4:31                                        | Nie wierz nigdy kobiecie (leksykon 11)       |
| Ostatnie ogłoszenie 3:46                                                | Giganci tańczą – urodzeni w PRL (leksykon 5) |
| Piąty bieg (live) 5:40                                                  | Live at Carnegie Hall part two (leksykon 9)  |
| Piąty bieg 4:57                                                         | Piąty bieg (leksykon 2)                      |
| Pieśń niepokorna 5:01                                                   | Było (leksykon 1)                            |
| Pieśń niepokorna 6:04                                                   | Giganci tańczą – urodzeni w PRL (leksykon 5) |
| Piosenka, którą być może napisałby Artur Rimbaud 4:38                   | Sen o dolinie (leksykon 15)                  |
| Planeta smoka 9:54                                                      | Czas wielkiej wody (leksykon 7)              |
| Po tamtej stronie nadziei 3:11                                          | Takie tango (leksykon 18)                    |
| Pomiędzy wzlotem a upadkiem 4:45                                        | Gest Kozakiewicza (leksykon 17)              |
| Pożegnanie z cyganeria 4:22                                             | Giganci tańczą – urodzeni w PRL (leksykon 5) |
| Przegrywać czasem to normalna rzecz 5:20                                | Cały mój zgiełk (leksykon 6)                 |
| Pustelnik 3:29                                                          | Cały mój zgiełk (leksykon 6)                 |
| Rock ‘n’ Roll na dobry początek (live) 4:23                             | Live at Carnegie Hall part one (leksykon 8)  |
| Radio taxi (live) 4:45                                                  | Bez prądu (leksykon 10)                      |
| Radio taxi 3:56                                                         | Piąty bieg (leksykon 2)                      |
| Ragtime 4:48                                                            | Młode lwy – Rock (leksykon 16)               |
| Ratujmy co się da (karaoke) 4:19                                        | Karaoke słuchaczy (leksykon 12)              |
| Ratujmy co się da (live) 5:20                                           | Bez prądu (leksykon 10)                      |
| Ratujmy co się da 4:33                                                  | Piąty bieg (leksykon 2)                      |
| Ratujmy co się da 4:35                                                  | Złote przeboje słuchaczy (leksykon 4)        |
| Requiem nad ranem 4:56                                                  | Takie tango (leksykon 18)                    |
| Rock ‘n’ roll na dobry początek 3:57                                    | Młode lwy – Rock (leksykon 16)               |
| Rok dwóch żywiołów 4:33                                                 | Cisza jak ta (leksykon 3)                    |
| Samotny nocą 2:54                                                       | Gratka na pożegnanie (leksykon 20)           |
| Sekret 4:44                                                             | Takie tango (leksykon 18)                    |
| Sen o dolinie 4:17                                                      | Sen o dolinie (leksykon 15)                  |
| Sen o dolinie 3:50                                                      | Opole 2004 DVD (leksykon 19)                 |
| Sen o dolinie 4:17                                                      | Złote przeboje słuchaczy (leksykon 4)        |
| Skandal 4:37                                                            | Piąty bieg (leksykon 2)                      |
| Skazani na ten czas 4:39                                                | Cisza jak ta (leksykon 3)                    |
| Skazani na ten czas 4:40                                                | Giganci tańczą – urodzeni w PRL (leksykon 5) |
| Słońca jakby mniej 4:53                                                 | Dmuchawce, latawce, wiatr (leksykon 13)      |
| Słowa i kamienie 4:18                                                   | Cały mój zgiełk (leksykon 6)                 |
| Śnieżna kula 4:43                                                       | Czas wielkiej wody (leksykon 7)              |
| Sobie na złość 3:42                                                     | Dmuchawce, latawce, wiatr (leksykon 13)      |
| Solo 4:24                                                               | Nie wierz nigdy kobiecie (leksykon 11)       |
| Sorgen 5:35                                                             | Dziewczyna o perłowych włosach (leksykon 14) |
| Spóźniamy się 5:40                                                      | Czas wielkiej wody (leksykon 7)              |
| Strefa półcienia (live) 4:51                                            | Live at Carnegie Hall part two (leksykon 9)  |
| Strefa półcienia 4:58                                                   | Nie wierz nigdy kobiecie (leksykon 11)       |
| Suita na dwa światła warszawskie 3:47                                   | Sen o dolinie (leksykon 15)                  |
| Sur le pont d’Avignon 4:57                                              | Gratka na pożegnanie (leksykon 20)           |
| Świat od zaraz 5:18                                                     | Piąty bieg (leksykon 2)                      |
| Synowie Chin 4:46                                                       | Młode lwy – Rock (leksykon 16)               |
| Szalony koń 19:23                                                       | Sen o dolinie (leksykon 15)                  |
| Szaro-szary film 4:45                                                   | Czas wielkiej wody (leksykon 7)              |
| Szukamy się 4:13                                                        | Cisza jak ta (leksykon 3)                    |
| Tajemnicza siła 5:04                                                    | Nie wierz nigdy kobiecie (leksykon 11)       |
| Taki świat 5:31                                                         | Cały mój zgiełk (leksykon 6)                 |
| Takie tango (live) 4:36                                                 | Live at Carnegie Hall part one (leksykon 8)  |
| Takie tango 4:37                                                        | Takie tango (leksykon 18)                    |
| Takie tango 4:38                                                        | Złote przeboje słuchaczy (leksykon 4)        |
| Takie tango 4:43                                                        | Opole 2004 DVD (leksykon 19)                 |
| Takie tango(karaoke) 4:36                                               | Karaoke słuchaczy (leksykon 12)              |
| Taniec cieni 5:56                                                       | Młode lwy – Rock (leksykon 16)               |
| Teraz rób co chcesz 4:23                                                | Gest Kozakiewicza (leksykon 17)              |
| To jest mgnienie 5:00                                                   | Czas wielkiej wody (leksykon 7)              |
| To moja pieśń 5:05                                                      | Młode lwy – Rock (leksykon 16)               |
| To nie tak miało być (live) 5:22                                        | Live at Carnegie Hall part two (leksykon 9)  |
| To nie tak miało być 6:29                                               | Nie wierz nigdy kobiecie (leksykon 11)       |
| Totalna hipnoza 4:42                                                    | Dmuchawce, latawce, wiatr (leksykon 13)      |
| Trochę słabej woli 3:31                                                 | Takie tango (leksykon 18)                    |
| Twoje Radio (karaoke) 4:57                                              | Karaoke słuchaczy (leksykon 12)              |
| Twoje radio 5:10                                                        | Piąty bieg (leksykon 2)                      |
| Twoje radio 5:12                                                        | Złote przeboje słuchaczy (leksykon 4)        |
| Tyle z tego masz 4:02                                                   | Było (leksykon 1)                            |
| Układ z życiem 2:50                                                     | Dmuchawce, latawce, wiatr (leksykon 13)      |
| W niewielu słowach (live) 6:55                                          | Bez prądu (leksykon 10)                      |
| W niewielu słowach 6:57                                                 | Cały mój zgiełk (leksykon 6)                 |
| Woskowe dusze 4:39                                                      | Takie tango (leksykon 18)                    |
| Wśród nocnej ciszy 4:10                                                 | Złote przeboje słuchaczy (leksykon 4)        |
| Wszystko to widział świat 4:17                                          | Gratka na pożegnanie (leksykon 20)           |
| Wyspy bez nazw 5:31                                                     | Czas wielkiej wody (leksykon 7)              |
| Z bagażem moich lat 5:06                                                | Było (leksykon 1)                            |
| Z dalekich wypraw (karaoke) 2:57                                        | Karaoke słuchaczy (leksykon 12)              |
| Z dalekich wypraw (live) 3:16                                           | Bez prądu (leksykon 10)                      |
| Z dalekich wypraw 3:06                                                  | Cisza jak ta (leksykon 3)                    |
| Z dalekich wypraw 3:22                                                  | Było (leksykon 1)                            |
| Za duża konkurencja 4:31                                                | Takie tango (leksykon 18)                    |
| Za ostatni grosz (live) 4:31                                            | Live at Carnegie Hall part two (leksykon 9)  |
| Za ostatni grosz 4:01                                                   | Było (leksykon 1)                            |
| Za ostatni grosz 5:07                                                   | Złote przeboje słuchaczy (leksykon 4)        |
| Zabite lata 3:51                                                        | Cały mój zgiełk (leksykon 6)                 |
| Zdarzenie 7:19                                                          | Sen o dolinie (leksykon 15)                  |
| Zmiany w organizmie 4:17                                                | Gratka na pożegnanie (leksykon 20)           |
| Żyjesz bo śpiewasz 6:46                                                 | Czas wielkiej wody (leksykon 7)              |